# الخط الزمني للأحداث المتعلقة بداعش (2014)

## الخط الزمني

### فبراير 2014
- 3 فبراير – القيادة العامة لتنظيم القاعدة تعلن عن قطع صلتها بتنظيم الدولة الإسلامية في العراق والشام.[1]
- 23 فبراير – مقتل قائد حركة أحرار الشام أبو خالد السوري بتفجير انتحاري في حلب، وأصابع الإتهام تتجه إلى داعش.[2]

### سبتمبر 2014
- 1 سبتمبر – الحكومة الألمانية تقرر تسليح قوات البيشمركة الكردية لقتال تنظيم الدولة الإسلامية.[3]

### أكتوبر 2014
- 2 أكتوبر – البرلمان التركي يعطي الضوء الأخضر للجيش بالتدخل في سوريا والعراق ضد تنظيم الدولة الإسلامية، بعد اقتراب تنظيم الدولة من الحدود التركية.[4]
- 12 أكتوبر – مقتل قائد شرطة الأنبار اللواء «أحمد صداك الدليمي» وعدد من مرافقيه بانفجار عبوة ناسفة إستهدفت دوريته في منطقة البوريشة بالرمادي.[5]

### نوفمبر 2014
- 10 نوفمبر – جماعة أنصار بيت المقدس العاملة في شبه جزيرة سيناء، تعلن مبايعتها لتنظيم الدولة الإسلامية.[6]
- 16 نوفمبر – تنظيم الدولة الإسلامية ينشر فيديو مصور بعنوان «ولو كره الكافرون»، أظهّر عمليات ذبح لخمسة عشر طيار من القوات الجوية السورية، بالإضافة إلى الرهينة الأمريكي (بيتر كاسينغ).[7]

### ديسمبر 2014
- 2 ديسمبر – أنباء عن إيقاف سجى الدليمي – إحدى زوجات أبوبكر البغدادي – وإبنتها في لبنان للتحقيق معها.[8]
- 24 ديسمبر – تنظيم الدولة الإسلامية يلعن عن إسقاط طائرة أردنية تابعة للتحالف الدولي في الرقة ويأسر قائدها معاذ الكساسبة.[9][10]